# Höghöjdshus
Höghöjdshus är en byggnad som ger en simulerad vistelse av att befinna sig på hög höjd. Höghöjdshus har en klar koppling till elitidrott. Att vistas på hög höjd ansågs särskilt under 1990-talet vara prestationshöjande, därför att antalet syretransporterande röda blodkroppar ökar. Att bygga hus där omständigheterna liknade dem på geografiskt hög höjd, skulle förenkla uppladdningen inför tävlingssäsonger och stora mästerskap.
I Sverige provade svenska landslaget i längdskidåkning under ledning av tränaren Tore Gullen uppladdning i höghöjdshus. Resultaten var i allmänhet negativa och experimenten upphörde.
I Norge var metoden mycket omstridd och resulterade i en diskussion mellan OS-segraren på 800 meter löpning för herrar 1996, Vebjørn Rodal, och längdskidåkaren Bjørn Dæhlie, som var emot respektive för. Bjørn Dæhlie hade ett eget höghöjdshus.
I likhet med Rodal ansåg många svenska idrottsledare och debattörer att vistelse i höghöjdshus gränsade till dopning. Det har diskuterats om vistelse i höghöjdshus kan bidra till att maskera bloddoping. I samband med dopingskandalen vid världsmästerskapen i nordisk skidsport 2001 i Lahtis sade den först avslöjade, finländaren Jari Isometsä, att han varit i "alp-hyddan". 
Sveriges Riksidrottsförbund rekommenderade under flera år att inte använda uppladdning i höghöjdshus. Rekommendationen annullerades senare. Flera svenska skidåkare avstod höghöjdshus, bland andra Per Elofsson som även han hade ett eget höghöjdshus. Anläggningarna i Gällivare och Borlänge upphörde också, kanske främst genom dåligt utnyttjande.